# 乐鑫科技
乐鑫科技（上交所：688018）是中華人民共和國一家Wi-Fi芯片设计企業以及无厂半导体公司。

## 历史
成立于2008年4月。總部位於上海市。2015年，乐鑫科技成為小米科技的Wi-Fi芯片供應商。2018年5月9日，乐鑫科技得到了英特爾的投資。截至2019年3月，复星国际、京东方、美的集团、海尔集團等企業間接持股乐鑫科技。2019年7月22日，乐鑫科技在上交所科创板上市。

## 外部連結
- 官方网站